# Раґамаффін
Раґамаффін — це порода домашніх котів, яка вийшла в результаті схрещування регдол з різними породистими й дворовими котами. Так заводчики вивели кота з густою красивою шубкою і великою різноманітністю забарвлень. Головні ознаки відмінності раґамаффіна — його зворушливий зовнішній вигляд: пухкенька мордочка, вічно зворушливий погляд як у Кота в чоботях з «Шрека» і вкрай доброзичливий характер.

## Історія
Свій родовід кішки ведуть від персів. Саме вони стали джерелом натхнення при селекції породи Stick, яка, своєю чергою, поклала початок для виведення нового стандарту — Раґамаффін. Ці кішки успадкували від своїх іменитих родичів шовковисту шерсть і прекрасний характер, а от назву вони отримали від своїх безпородних вуличних предків. Стандарт породи Stick, офіційно затверджений в 60-х роках XX століття, має досить малий набір кольорів. Для того, щоб зробити його більш багатим, заводчики схрещували їх з довгошерстими вуличними котами, тому отриманих в результаті кошенят назвали Раґамаффін, попри довгий список породистих предків (англ. Халамидник). Нова порода визнана фелінологами зовсім недавно, у 2003 році, і її представники відрізняються від своїх найближчих родичок — кішок Stick — великим різноманіттям в забарвленні.

## Опис породи раґамаффін
Порода кішок раґамаффін має середні або великі розміри, вага 5-8 кг, потужний кістяк і повне тіло. Коти зазвичай більші за кішок, можуть важити понад 10 кг, повністю дозрівають приблизно до 4 років.
Стандарт породи й детальний опис згідно з організацією CFA:
- Голова — має форму широкого модифікованого клина приємно з округлими контурами, без плоских граней. Лоб і підборіддя закруглені, морда коротка і кругла, трохи широка, пухкі подушечки вусів;
- Вуха середніх розмірів, злегка нахилені вперед, закруглені з невеликими пензликами;
- Очі — великі, мають форму горіха, посаджені помірно широко, може бути невеликий нахил. Колір очей може бути будь-який, але чим більш насиченим і яскравіше, тим краще. Допускаються і коти з очима різного кольору. Єдиний виняток: для забарвлення мінк очі повинні бути кольору аква, для сепії — жовті або зелені;
- Тіло — прямокутне, м'ясисте, широка грудна клітка, плечі, таз, внизу живота можуть висіти складки шкіри, вага рівномірно розподілений по всьому тілу;
- Хвіст — довгий, пропорційний тілу, повністю опушений, схожий на плюмаж, середньої ширини біля основи з невеликим звуженням до кінчика;
- Лапи — середньої довжини, важкий кістяк, задні лапи трохи довше передніх, великі й круглі подушечки лап, необхідні, щоб тримати велику вагу кота, шерсть між пальцями;
- Шерсть середньої довжини, м'яка, густа, шовковиста. Текстура може відрізнятися залежно від забарвлення. Шерсть довша навколо шиї, по контуру обличчя, на задніх лапах.

## Характер
Виняткові особливості характеру раґамаффіна роблять його бажаним котом для багатьох людей. Ця порода, як і її родоначальник хлопець, відрізняється дуже поступливою натурою. Ці коти дуже доброзичливі, уважні й ласкаві, відразу починають мурчати, як тільки їх беруть на руки.
Хоча статура раґамаффіна далеко не атлетична, він із задоволенням грається, бігає за іграшками. Але найбільше ці коти люблять проводити час з господарем та його сім'єю. Вони зустрічають вас біля дверей, супроводжують скрізь в будинку, добре ладнають з іншими тваринами й дітьми.

## Забарвлення
Раґамаффін може бути будь-якого кольору, крім поінтового. Допускаються всі інші кольори й малюнки, навіть з білими вкрапленнями на лапах, спині, грудях або животі.
Ніс і подушечки лап можуть бути будь-якого кольору або кількох кольорів, можуть не відповідати забарвленню.

## Догляд та здоров'я
Жодних генетичних захворювань, характерних для даної породи, помічено не було. З усім тим, потрібно уточнювати у заводчика, чи є в роду у конкретного кошеняти спадкові хвороби.
В цілому, це здорові коти. Тривалість життя раґамаффіна досягає 16 років. Головне — не перегодовувати його. Так, це повні й потужні коти, але вони не повинні бути товстими. Тому краще годувати раґамаффіна готовими кормами, інакше ви можете не розрахувати необхідне і достатнє для нього кількість вітамінів і калорій. У будь-якому випадку, категорично заборонені жирне м'ясо, борошняні та макаронні вироби, солодощі.
Хоча шерсть раґамаффіна довга, вона не схильна заплутуватися. Тому розчісувати вихованця достатньо раз на тиждень. А ось чистити зуби краще кожен день, щоб запобігти розвитку пародонтозу. Вуха й очі чистити у міру забруднення.